# Stöde landsfiskalsdistrikt
Stöde landsfiskalsdistrikt var 1918–1951 ett landsfiskalsdistrikt i Västernorrlands län, bildat när Sveriges indelning i landsfiskalsdistrikt trädde i kraft den 1 januari 1918, enligt beslut den 7 september 1917. När Sveriges nya indelning i landsfiskalsdistrikt trädde i kraft den 1 januari 1952 (enligt kungörelsen 1 juni 1951) upphörde distriktet och dess område införlivades i Torps landsfiskalsdistrikt.
Landsfiskalsdistriktet låg under länsstyrelsen i Västernorrlands län.

## Ingående områden
Distriktet bestod under hela dess existens av samma område:
- Stöde landskommun